# Host (otočje Wilhelm)
Host je otok koji leži neposredno jugoistočno od otoka Manciple u Otocima Wauwermans, u otočju Wilhelm, Antarktika. Prikazan je na karti argentinske vlade iz 1950. Otok je 1958. godine nazvao Odbor za imena mjesta na Antarktiku UK-a po The Hostu, jednom od likova u Chaucerovim Canterburyjskim pričama.